# SN 2011fw
SN 2011fw – supernowa typu Ia odkryta 23 września 2011 roku w galaktyce M+06-08-15. W momencie odkrycia miała maksymalną jasność 17,20m.